# 王炳章
王炳章（1947年12月30日—），河北交河（今屬衡水阜城）人，生於遼寧瀋陽，中國之春運動總召集人，1983年參與創建海外第一個民主運動組織中国民主团结联盟、中国自由民主党、中国民主正义党和中國民主黨，中國大陸改革開放後首位醫學博士留學生。王炳章2002年在越南遭中共人員越境綁架到中國領土後，中共當局以在台灣從事「間諜活動」、「領導恐怖組織」罪名判無期徒刑，但中華民國國安局明確公開否認。2024年獲得國際人權組織自由之家的「自由獎項」。

## 生平

### 早年經歷
王炳章父親為王俊祯（1918-2005），河北省交河县王过庄人，接受私塾教育，喜愛诗词、京剧，後在瀋陽經營商店。母親為王桂芳（1920-2011）。
1947年12月，王炳章出生於遼寧瀋陽，為逃避戰亂，王俊祯帶全家回河北阜城。
1955年，王家带着几头奶牛去了北京，开了一家奶场。一年后奶场充公，王俊祯被指派為水果批发市场会计，此後轉任销售员、保安。
1965年，王炳章高中毕业，保送北京医学院。文革開始後，王炳章作為「资产阶级优秀生」被红卫兵帶回，陪斗校长和教务主任。有人被當場打死，王炳章深受觸動，遂退出紅衛兵組織。
1971年，大学毕业后，王炳章因属黑五类子女，被分配到青海省玉树县，與同班同學王玉兰結婚。他們所做的第一個手術是剖腹產，孕婦平安生產後，他們收到了羊和冬蟲夏草作為禮物。王炳章患上紅斑狼瘡，申請調回河北。1975年，王炳章向王玉兰提出离婚。
1976年，王炳章到河北医学科学研究院工作，期間參加唐山大地震救灾。此後轉赴多家醫院，主治方向由普通內科轉為心臟血管系統。邓小平复出後，遴选优秀科学人才出国，王炳章因英語出眾脫穎而出，他自述此時已決心從政。当时西方不承认中国大陸医学学位，他获得吴英恺院士推荐，於1979年前赴加拿大麦吉尔大学留学。
在麦吉尔大学，他認識了來自台灣台中眷村的寧勤勤，二人很快戀愛。1982年9月，他獲醫學哲學博士學位，為中華人民共和國北美公費留學生第一位博士，論文主題為高血壓研究，人民日報海外版予以讚揚。

### 棄醫從政
1982年11月17日，王炳章調至洛克菲勒醫學研究中心不久，即在華人編輯姜敬寬的幫助下，於纽约希尔顿酒店召開中外記者會。他發表〈为了祖国的春天——弃醫从运宣言〉，創辦海外民運刊物《中國之春》（中春）。僑界大嘩，一時洛陽紙貴。他聯絡許多華人學者和編輯，拜訪唐人街中華公所。
王炳章在哥倫比亞大學演講，爭取到纽约中国大陆新移民联谊会的支持。他自此東奔西走，居無定所，「没有在一个地方住满3年就得搬家……大厅有桌子，但没有椅子。睡房只有床垫子」，多賴家人接濟。
12月1日，蔣經國函電宋美齡：

「關於王炳章『中國之春』舉動，我方早有聯絡，正進一步瞭解情況，並希望端其方向朝民族大義正確途徑發展。」

1983年1月，王炳章經著名記者陆铿的幫助，在香港等地設立據點，之後結識了梁國雄、司徒華等人。據《環球時報》述，1983年3月，中華民國軍情局成立移山專案，每月資助《中國之春》三萬美元，資助王炳章本人九百美元。王炳章對軍情局聯絡員（可能是翁衍慶）說「中國之春與中國國民黨相互獨立、地位平等，國民黨要接受批評」，蔣經國同意。王炳章承認雙方有「信息的交流」，否認為蔣經國竊取情報。5月，王炳章和宦国苍提出政治和經濟改革五主張，包含廢除一黨專制、黨政分離、建立市場經濟、保護私有財產等。《中國之春》很快在全球幾十個地區建立了據點，一些早期成員因立場不合出走。
1983年12月，中国民主团结联盟（民聯）在纽约成立，以中国留学生和访问学者为主。民联一大決定以《中国之春》為機關刊物，選舉王炳章為主席，規定最多連任一屆。中華民國軍情局每年資助民聯五十萬美元（中國大陸稱六十萬美元），派林樵清任經理。為表明民聯是獨立於國民黨的第三政治勢力，王炳章開除訪台的財務主管張偉。
1984年，王炳章提出支持中國共產黨內部的自由派，「理性反共」。國務院總理趙紫陽訪美，受到民聯歡迎，民聯還推介了中共總書記胡耀邦的經濟改革。8月，民聯與中國大陸駐美使館官員孙兆永、吴鸿僑會談，申請在中國大陸註冊為合法黨團。他順應民眾和留學生的心願，支持中華人民共和國參與洛杉磯奧運會，向運動員發行雜誌。人民日報批判王炳章等「拋棄大陸妻女另尋新歡」，是「偽君子、江湖騙子、政治娼妓」，王炳章在中春成員、餐飲店主黄奔的幫助下，控告人民日報誹謗。人民日報首次被告，頗為緊張。
中國大陸民間刊物紛紛寫信聯絡。1985年11月，中春連載原公安系統徐文立《獄中手記——我的申辯》，引發轟動。12月，王炳章連任民聯主席。中國大陸教育部開始在出國人員培訓會上警示不得接觸王炳章。
1986年，民聯積極支援學潮。9月，鄧小平發表《反對資產階級自由化》，稱「魏京生、王炳章、郭羅基是這股思潮的代表人物」。隨後，民主進步黨在台灣成立，民聯決議祝賀，王炳章認為這對大陸民主化是一件好事。
1987年1月，胡耀邦被迫下台，民聯組織北美陸生聯署聲援，共有七十二所院校，近二千人參與。據深圳檢察院控，梁超天向王炳章寄送《中越边境自卫还击作战战例选编》等資料，王將之報送中華民國。
1988年1月，蔣經國去世，軍情局態度大變。民聯三大選舉胡平為主席。王炳章為支持胡平當選，與部分代表衝突。胡平當選後，王炳章創辦了一家保險仲介公司和一家政治庇護公司，約定按比上交收入，但他未能履行承諾。民聯成員在一些中國學生學者聯誼會的自行選舉中獲勝。

### 民聯分裂
1989年1月，民聯常委、監委批評王炳章和胡平，期間又傳來民聯成員攜帶王炳章信返國被破獲之事，王炳章遭到罷免動議，胡平於是勸王炳章辭職；王炳章逕自離開，「倒在雪地中痛哭了幾個小時」。
民聯中央通過罷免案後，全球支部分裂為兩派，「擁王派」與「倒王派」如文革般互相攻訐。民聯中央進而開除王炳章盟籍。
5月，王炳章與湯光中試圖回國參與學潮，但在東京被日本政府阻撓。
據廣東省深圳市人民檢察院指控，王炳章為中華民國軍情局建設間諜網：
1989年后，王炳章以贯中公司的名义为掩护向台湾军情局汇报情况，请求经费支持和工作指导
1989年6月底7月初，王炳章在泰国将李少民介绍给台湾间谍人员曹某某，使李被发展加入台湾间谍组织。
12月，全美中国学生学者自治联合会與「擁王派」在海外成立了中國自由民主黨。「擁王派」堅持獨立於國民黨，引發國民黨不滿、學自聯出走另立中央，王炳章當選第二任主席。
中國國民黨高層判斷大陸民運嚴重分裂，援助意義不彰，大幅縮減了援助規模。王炳章說另因李登輝放棄統一中國。1996年，王炳章到台灣呼籲李登輝等繼承蔣經國遺志。有情治官員對王炳章說：「现在，台湾与蒋经国时代不一样了……给大陆民运的经费，只能以搞情报的理由来支出，作为一种情报交换。」王炳章嚴辭固拒，愈加不受待見。北美的中國自由民主黨自謀經費，一度初具成效，最終走向解體，「擁王派」稱乃國民黨策畫。
王炳章認為，只有國內組黨才能切實對中共形成壓力。1998年1月，王炳章潛入中國大陸，推動國內籌組中國民主黨，二週後被逮捕、驅逐。民聯和民陣發表聲明，指責王炳章使用假的中華人民共和國護照，令國內成員被抓。1998年2月，王炳章參與創建中國民主正義黨，出任發言人和中國民主運動幹部學校理事會顧問。中國民主黨的組黨準備一直進行著，先後有二十六个省市成立了民主党筹委会，王炳章出任海外籌備委員會、工作委員會顧問。
1998年12月，中國大陸公開鎮壓中國民主黨組黨行動。王炳章再度到台灣，向國、民兩黨力陈時機有利，呼籲支持大陸民運。有人說：「我们不能用台湾纳税人的钱，来支援你们推翻贵国政府。」王炳章十分生氣，稱國民黨中央來台時攜帶大量黃金，用其利息即足敷開銷，因此大陆人民要钱是天经地义的。台灣電視斷章取義，反覆播送「大陆人民要钱，是天经地义的」，隨後李登輝政府禁止王炳章入境。不止如此，李登輝還稱「希望与中共政权和平相处」、「希望大陆江泽民政权稳定」，國民黨與大陸民運分道揚鑣。
據深圳檢察院控，王炳章策劃在中華人民共和國建國五十週年典禮上，發動刺殺：
1998年1月，王炳章从珠海市非法入境，在广州、上海等地与范一平、冯冠辉、倪锦彬等人会面，向他们宣扬暴力恐怖主张，并要求倪锦彬设法搞到枪支，并唆使其进行绑架活动。王炳章任命张林为“行动组组长”，并派遣其回国，伺机采取行动。
1999年2月，王炳章还任命谢虹为“总司令部特种行动指挥部总指挥”，指使谢实施爆炸、在北京九九年国庆典礼上实施枪击、暗杀等恐怖活动。
1999年，廣東省公安廳通緝王炳章。5月，中國大陸駐南聯盟使館被炸，王炳章為彰顯民族大義，在美国驻英国大使馆门口抗议。
2000年2月，王炳章出任中國民主黨海外總部顧問。據深圳檢察院控，王炳章企圖在泰國建立武裝基地，爆炸中華人民共和國使館。

### 被捕入獄
2002年6月，王炳章、岳武、張琦在越南廣寧省遭綁架，被移交至廣西防城港。中國大陸公安部稱綁架案仍在偵破中，將王炳章軟禁於廣東，其他二人釋放。2003年2月10日，深圳市中級人民法院判決王炳章間諜罪及領導恐怖組織罪成，處以無期徒刑；28日在廣東法院定讞。王炳章稱，他不是間諜，未策畫刺殺襲擊。2013年12月10日，中華民國國家安全局發公文給民主進步黨立法委員田秋堇國會辦公室，稱未曾派王炳章與彭明刺探情報。
從2003年到2013年底，王炳章被單獨關押在廣東省北江監獄，之後移至广东省韶关监狱，看管人員六月一換，禁止與外交流。在獄中，王炳章起初用兩三年研究中國文字，之後則研究《老子》、《易經》和《聖經》。他中風多次。
王炳章的家人及海外民主運動人士一直嘗試救援他。2003年2月王炳章被判刑的同月，龍緯汶、柳玉成、伍國雄等人成立“各地營救王炳章大聯盟”，爭取王炳章儘快獲釋。2013年10月1日，中華人民共和國建國64周年纪念日，陈维明在洛杉矶中国戏院门前自囚其内七天七夜，呼籲国际社会关切王炳章、朱虞夫等政治犯，要求中国当局立即释放所有在囚政治犯。2019年6月4日，王炳章姐姐王金環說，几年前家人还可以去看他，但后来中華人民共和國政府不给签证了。
2023年9月18日，王炳章的家人在四年后得以再次前往韶关探望王炳章。
2024年5月8日，自由之家向王炳章颁发年度自由奖，以表彰他为推动中国民主化所作的不懈努力和贡献。

## 著作
《中国民主革命之路——中国民主化运动百题问答》，原名《民运手册》，出版于1998年，以问答的形式解答关于民主理念、民运策略、改良还是革命等问题。
《神谕圣经宪法揭秘》(又称《九五论纲》): 这是王炳章在狱中完成的著作。该书试图解析《圣经》与《易经》及中国历史文化的关系，探讨宪政与宗教的联系。

## 评价

### 中共
1987年11月，中華人民共和國教育部在出国人员培訓会播放的紀錄片譴責道：
他辜负了党和人民的培养，不但不报效祖国，反而走上了反党、反华、反人民、反社会主义的罪恶道路。他于1982年发起“中国之春民主运动”，发行反动刊物《中国之春》。1983年12月27日，他在纽约召开了“中国之春运动第一次世界代表大会”，在会上成立了反动组织“中国民主团结联盟”（简称民联），自封为主席。他组织了大量反革命活动，猖狂向党进攻，恶毒攻击社会主义，妄图颠覆无产阶级专政，复辟资本主义，让中国重新沦为帝国主义的殖民地。

### 中華民國
1984年，國立政治大學國際關係研究中心中國大陸組副研究員劉勝驥撰文稱讚：
中共的極權政治在世界民主政治的潮流下，已激起越來越多中國人的自我反省。所以，中國民主運動將是一條康莊大道。王炳章博士個人雖屢遭疵議抨擊，但他的卓越學歷和個人才能，在「中國之春」運動中的地位乃是沒有人代替得了的。他既已當選「中國民主團結聯盟」主席，未來仍繞領導大陸民主運動一段時期。筆者寄望他記取批評、克服缺點，來把「中國之春民主運動」繼續推向前進。